# 浄土宗

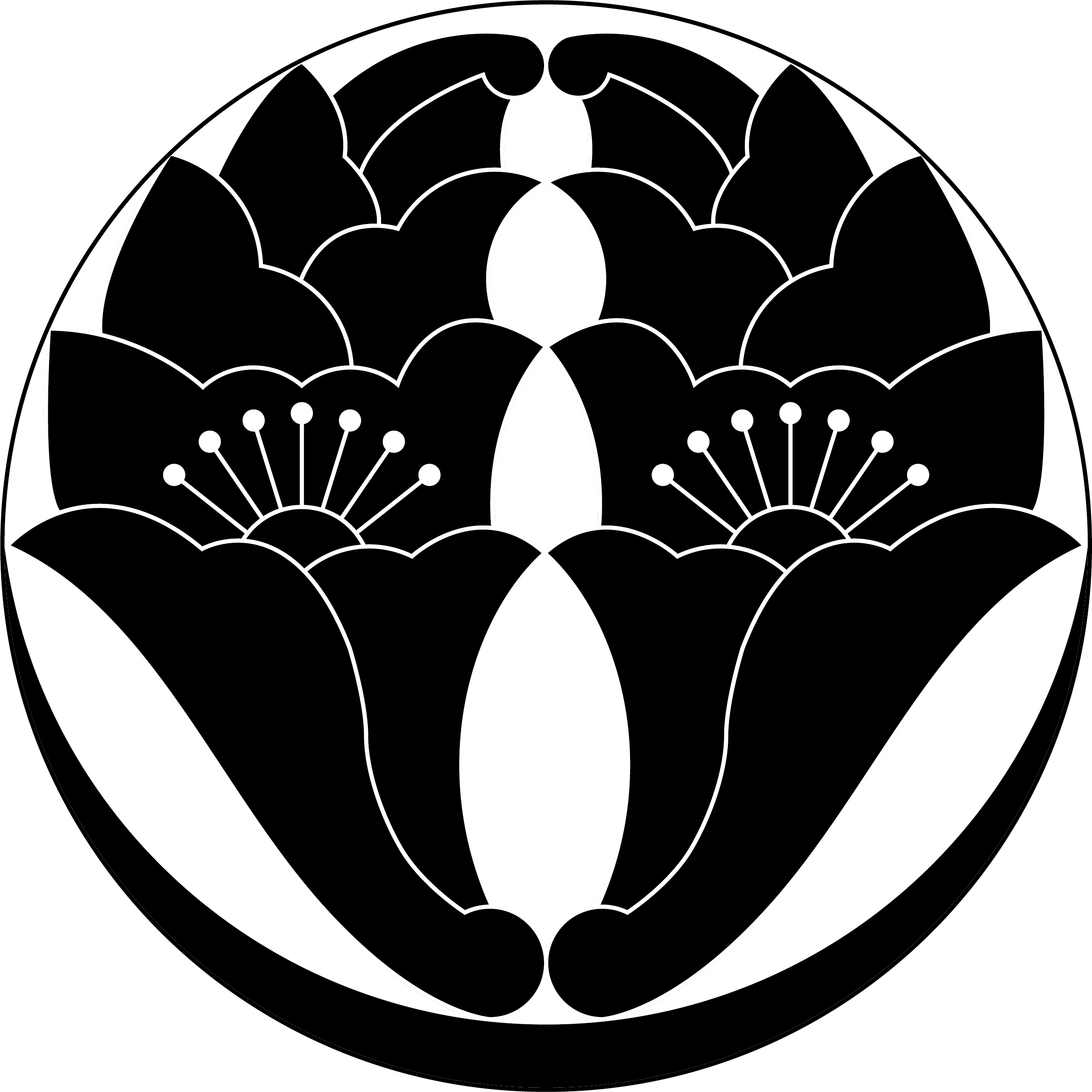
月影杏葉（つきかげ ぎょうよう）

浄土宗（じょうどしゅう）は、大乗仏教の宗派のひとつである。浄土信仰に基づく日本仏教の宗旨で、法然を宗祖とする。鎌倉仏教のひとつ。
本尊は阿弥陀如来（舟後光立弥陀・舟立阿弥陀）。教義は専修念仏を中心とする。浄土専念宗とも呼ばれる。
白旗派を中心とし知恩院を総本山とする現在の浄土宗の他、浄土宗西山派 （西山浄土宗、浄土宗西山禅林寺派、浄土宗西山深草派）もあり、法然の高弟親鸞が開いた浄土真宗も同一系統の宗派である。

## 概要
承安5年（1175年）、法然は43歳の時に、善導撰述の『観無量寿経疏』（『観経疏』）によって専修念仏の道に進み、叡山を下りて東山吉水の吉水草庵に住み、念仏の教えをひろめた。この年が、浄土宗の立教開宗の年とされる。
その『観経疏』にある立教に至らしめた文言は、
一心専念弥陀名号 行住坐臥不問時節久近 念念不捨者是名正定之業 順彼佛願故
（意訳）一心に専ら弥陀の名を称え、いつでも何処でも時間の短い長いに関係なく、常にこれを念頭に置き継続する事が往生への道である。その理由は弥陀の本願に順ずるからである。
「南無阿弥陀仏」は、阿弥陀仏に帰依（南無）しますの意味。
それを称名念仏といい、阿弥陀佛の選択によって選び取られた本願の行と解される。
浄土宗における念仏は「南無阿弥陀仏」を示すこの善導の文言から始まったと言っても過言ではない。
法然撰述の『選択本願念仏集』が、浄土宗の根本聖典となっており、教義の集大成となっている。
日常勤行で読まれる法然の「一枚起請文」は、死の直前に書かれ、浄土宗の教えの要である称名念仏の意味、心構え、態度について、簡潔に説明している。

## 歴史

浄土宗宗務庁（京都府）

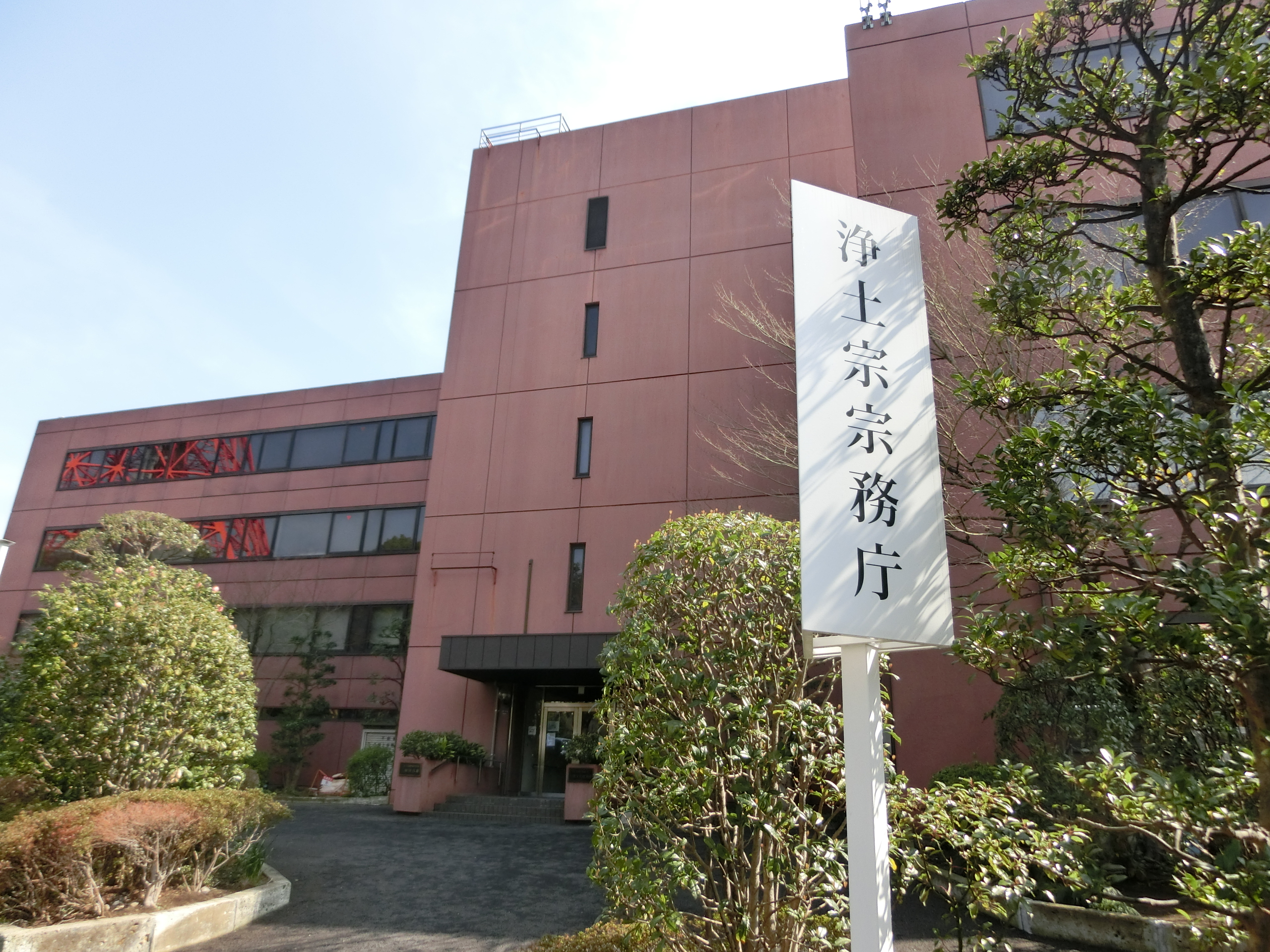
浄土宗宗務庁（東京都）

### 草創期
法然の没後、長老の信空が後継となったものの、証空、弁長、幸西、長西、隆寛、親鸞ら門人の間で法然の教義に対する解釈で僅かな差異が生じていた。
嘉禄3年（1227年）、再び専修念仏の停止が命ぜられて、浄土門では大きな被害を受け、以後、法然教団の分派が加速することとなった。事の発端には、法性寺の寺宝が盗まれた際に、念仏者が盗賊団の一味として疑われたことがある。また、延暦寺の僧徒たちが念仏者を襲撃したりし、『選択本願念仏集』は禁書扱いを受け、東山大谷の法然墓堂も破壊された。なお、この際に幸西は壱岐国に、隆寛は陸奥国に配流されている。法然の遺骸は、太秦広隆寺の来迎房円空に託され、安貞2年（1228年）に西山の粟生野で荼毘に付された。
その後、浄土四流（じょうどしりゅう）という流れが形成される。すなわち四流とは、信空の没後、京都の浄土宗主流となった三鈷寺証空の西山義、九州の草野氏の庇護を受けた善導寺弁長の鎮西義、東国への流刑を機に却って同地で多念義を広めた長楽寺隆寛の長楽寺義、京都で証空に対抗して諸行本願義を説いた九品寺長西の九品寺義の4流を指す。もっとも当時の有力な集団の1つであった親鸞の教団は、後に浄土真宗としてまた別の流れを作っていくのでこの4流には含まれていない。
他にも比叡山黒谷別所（現・青龍寺）と白川本坊（現・金戒光明寺）の信空教団と白川門徒、嵯峨二尊院の湛空と嵯峨門徒、知恩院を再興した賀茂功徳院神宮堂（現・百万遍知恩寺）の源智と紫野門徒、一念義を唱える幸西など4流に加わらずに独自の教団を構成した集団が乱立していく。だが、中世を通じて残ったのは浄土真宗を別にすると西山義と現在の浄土宗である鎮西義の2つである。浄土宗西山派とも呼ばれる西山義は、証空の死後にその弟子たちにより、証安の西山義、証入の東山義、証慧の嵯峨義、浄音の西谷義、遊観の本山義、立信の深草義、聖達の弟子一遍の時宗などが分立した。
関東においては鎌倉幕府によって念仏停止などの弾圧が行われたが、西山義は北条氏一族の中にも受け入れられて鎌倉弁ヶ谷に拠点を築いた。また、鎮西義を開いた第2祖弁長の弟子第3祖良忠も下総国匝瑳南条荘を中心とし、関東各地に勢力を伸ばした後鎌倉に入った。その他、鎌倉にある極楽寺は真言律宗になる前は浄土宗寺院であったとも言われ、高徳院（鎌倉大仏）も同地における代表的な浄土宗寺院である（ただし、公式に浄土宗寺院になったのは江戸時代とも言われ、その初期については諸説がある）。良忠は上洛すると源智の弟子である紫野門徒知恩寺代3世信慧と「赤築地の談」を行い、鎮西義と紫野門徒の統合を行った。

### 分裂の時代
鎮西義は良忠の死後にその弟子たちが、鎌倉悟真寺良暁の白旗派（現・浄土宗）・鎌倉善導寺尊観の名越派・性心の藤田派（これらを関東三派という）・然空の弟子、清浄華院向阿証賢の一条派・道光の三条派・良空の木幡派（これらを京都三派という）、さらに蓮華寺一向俊聖の一向派などに分かれ、浄土宗は更なる分裂の時代を迎える事になった。
その後南北朝時代から室町時代にかけて、鎮西義の中でも藤田派の聖観・良栄、白旗派の聖冏・聖聡が現れて宗派を興隆して他の流派を圧倒した。特に第7祖の聖冏は浄土宗に宗脈・戒脈の相承があるとして「五重相伝」の法を唱え、血脈・教義の組織化を図って宗門を統一しようとし、やがて白旗派が鎮西義を統一していくこととなる。第8祖の聖聡は増上寺を創建し、その孫弟子にあたる愚底は松平親忠に乞われて大樹寺を創建した。
また、戦国時代には縁誉称念による専修念仏集団一心院流（捨世派）が成立して分派し、天文17年（1548年）には知恩院にある法然上人御廟の向かいに一心院を建立している。
応仁の乱後、白旗派の手によって再興された知恩院は天正3年（1575年）に正親町天皇より浄土宗本寺としての承認を受け、諸国の浄土宗僧侶への香衣付与・剥奪の権限を与えられた（「毀破綸旨」）。さらに松平親忠の末裔である徳川家康が江戸幕府を開いたことによって浄土宗は手厚い保護を受けることになる。特に知恩院28世の尊照と増上寺12世の存応は、家康の崇敬を受けた。そしてこの二人によって元和元年（1615年）7月に寺院諸法度の一環として出された「浄土宗法度」が制定され、幕府の命によって発布された。そこには知恩院が宮門跡寺院・第一位の本山とされ、増上寺はこれより下位に置かれたものの、「大本山」の称号と宗務行政官庁である「総録所」（宗務所）が設置された。これにより白旗派が主導する鎮西義は幕府の手厚い保護を受けることになる。
また、このとき西山義に対しては別個に「浄土宗西山派法度」が出されており、浄土宗とは違う対応がなされている。

### 明治時代以後
江戸幕府が倒れ明治時代に入ると廃仏毀釈の混乱のなかから養鸕徹定・福田行誡らによって近代化が図られ、徳川家の菩提寺（伝通院・増上寺・大樹寺等）を開山し外護を受けた白旗派が、名越派などを統合する形で鎮西義を統一し現在の浄土宗が成立する。
（ 1876年（明治9年）- 証空による西山義が連合して浄土宗西山派を結成。）
- 1943年（昭和18年） - 浄土宗に時宗十二派のうちの本山を蓮華寺とする一向派と本山を佛向寺とする天童派が合流する。
- 1945年（昭和20年）12月28日 - 宗教法人令が施行。
- 1946年（昭和21年）
  - 「宗教法人浄土宗」が宗教法人令に基づき設立。
  - 宗教法人浄土宗から、金戒光明寺を本山とする黒谷浄土宗が分派する。
- 1947年（昭和22年）
  - 12月8日 - 宗教法人浄土宗から、知恩院を本山とする本派浄土宗（後に浄土宗本派に改称）が分派し、「宗教法人 本派浄土宗」が宗教法人令に基づき設立[2]。
- 1950年（昭和25年） - 浄土宗から一心院を本山とする浄土宗捨世派が分派する。
- 1951年（昭和26年）4月3日 - 宗教法人法が施行。
- 1952年（昭和27年） 
  - 4月7日 - 「宗教法人浄土宗本派」（本派浄土宗を改めた）が宗教法人法に基づく規則の認証を受け、設立。
  - 7月25日 - 「宗教法人浄土宗」が宗教法人法に基づく規則の認証を受け、設立。
- 1961年（昭和36年）1月 - 法然上人750年忌を機に、浄土宗本派が浄土宗に合流する。
- 1962年（昭和37年）3月27日 - 宗教法人浄土宗と宗教法人浄土宗本派の合併が認証され、新しい「宗教法人浄土宗」が設立。
- 1977年（昭和52年） - 黒谷浄土宗が浄土宗に合流する。
- 2011年（平成23年）11月17日 - 念佛寺（三重県伊賀市）住職の豊岡鐐尓が、「宗教法人浄土宗」の宗務総長に就任[3]。
- 2019年（令和元年）11月19日 - 當麻寺奥院（奈良県葛城市）住職の川中光教が、「宗教法人 浄土宗」の宗務総長に就任[4]。

西山派は現在も宗教法人浄土宗とは別個に西山浄土宗（総本山粟生光明寺）・浄土宗西山禅林寺派（総本山禅林寺）・浄土宗西山深草派（総本山誓願寺）の3派が並立した状態が続いている。また、江戸時代の改革運動の際に分裂した浄土宗捨世派（本山一心院）の勢力も存在する。

## 宗教法人浄土宗
- 認証：1962年（昭和37年）3月27日[2]
- 登記：1962年（昭和37年）4月7日[2]
- 所在地：京都府京都市東山区新橋通大和大路東入 3丁目林下町 400番地 8号[2]
- 代表役員：川中光教[4]

## 浄土宗寺院特徴
本尊
- 阿弥陀如来

脇侍
- 左脇侍…観音菩薩
- 右脇侍…勢至菩薩

祖師・高僧像
- 左…善導大師
- 右…法然上人
  - 二祖…弁長上人
  - 三祖…良忠上人

## 主要経論
経典
- 「浄土三部経」
  - 『仏説無量寿経』（『大経』）
  - 『仏説観無量寿経』（『観経』）
  - 『仏説阿弥陀経』（『小経』）

論
- 『無量寿経優婆提舎願生偈』（『往生論』・『浄土論』）
- 『観無量寿経疏』
- 『選択本願念仏集』
- 『一枚起請文』（いちまいきしょうもん）
- 『一紙小消息』（いっしこしょうそく）

## 浄土宗宗歌
- 「月かげの　いたらぬさとは　なけれども　ながむる人の　心にぞすむ」
  - この宗歌は「月かげ」と称され、法然の真作とされる23首の和歌のうちでも最も有名なものである。鎌倉時代の勅撰和歌集てせある続千載和歌集にも採用されている。「月の光はどこにでも届いているけれども、それを眺める人だけが美しいと感じることができる」という歌に、「阿弥陀仏の救いは誰にでも向けられているけれども、それを信じる人だけがその慈悲に預かることができる」という意味を重ねている。法然上人二十五霊場、十八番月輪寺の詠歌にもなっている。

## 主要寺院
総本山
- 知恩院…（正式名称）華頂山知恩教院大谷寺（京都府京都市東山区）

大本山
- 増上寺…（正式名称）三縁山広度院増上寺（東京都港区）
- 金戒光明寺…（正式名称）紫雲山金戒光明寺（京都府京都市左京区）
- 百萬遍知恩寺（京都府京都市左京区）
- 清浄華院…（京都府京都市上京区）
- 善導寺…（正式名称）井上山光明院善導寺（福岡県久留米市）
- 光明寺…（正式名称）天照山蓮華院光明寺（神奈川県鎌倉市）
- 善光寺大本願（長野県長野市）
  - （本堂）定額山善光寺（長野県長野市）

本山
- 蓮華寺…（正式名称）八葉山蓮華寺（滋賀県米原市）

特別寺院
- 誕生寺…（正式名称）栃社山誕生寺（岡山県久米郡久米南町）
- 得浄明院…（正式名称）本覚山得浄明院（京都府京都市東山区）
- 三時知恩寺…（京都府京都市上京区）

## 関係教育機関

### 大学
- 大正大学（東京） -　宗教大学（浄土宗大学から改称。）が設立母体の一つとなっている。
- 埼玉工業大学（埼玉）
- 淑徳大学（千葉）
- 東海学園大学（愛知） -  旧・浄土宗学愛知支校東海中学校・高等学校を母体とする。
- 佛教大学（京都） -　浄土宗が関東十八檀林の流れを汲んで、明治元年(1868年) に知恩院山内に設けた、仏教講究の機関 (明治3年に勧学所となる) が前身である。
- 京都文教大学（京都）
- 京都文教短期大学（京都）
- 京都華頂大学（京都）
- 華頂短期大学（京都）

### 中学校・高等学校
- 酒田南高等学校（山形県）
- 樹徳中学校・高等学校（群馬県）
- 淑徳与野中学校・高等学校(埼玉県さいたま市）
- 正智深谷高等学校（埼玉県） - 上記の埼玉工業大学の関連校。
- 芝中学校・高等学校（東京都） - 旧・浄土宗学東京支校。
- 淑徳SC中等部・高等部（東京都）
- 淑徳中学校・高等学校（東京都）
- 淑徳巣鴨中学校・高等学校（東京都）
- 相模原高等学校（相模原市） - 光明修養会設立。
- 東海中学校・高等学校（愛知県名古屋市） - 旧・浄土宗学愛知支校。
  - 東海学園高等学校（名古屋市） - 東海中学校・高等学校姉妹校。
- 東山中学校・高等学校（京都市） - 旧・浄土宗学京都支校。
- 華頂女子高等学校（京都市）
- 京都文教中学校・高等学校（京都市）
- 上宮中学校・高等学校（大阪市） -  旧・浄土宗学大阪支校。
  - 上宮太子高等学校（大阪府） - 上宮中学校・高等学校姉妹校。
- 鎮西中学校・高等学校（熊本市） -  旧・浄土宗学九州支校。
  - 真和中学校・高等学校（熊本市） - 鎮西中学校・高等学校姉妹校。（鎮西学園内）